# Орловский радиотелецентр РТРС
Орловский областной радиотелевизионный передающий центр (филиал РТРС «Орловский ОРТПЦ») — подразделение Российской телевизионной и радиовещательной сети, основной оператор цифрового эфирного и аналогового эфирного теле- и радиовещания Орловской области.
Орловский филиал РТРС снабжает цифровым эфирным и аналоговым теле- и радиосигналом население Орловской области, способствует развитию мобильной телефонной связи и обеспечивает взаимодействие органов госуправления. Вещание ведётся с 30 объектов связи. 20 цифровых эфирных телеканалов в стандарте DVB-T2 доступны для 99,98 % жителей области.
Задача филиала — обеспечение жителей региона бесперебойным, многоканальным и доступным телерадиовещанием.
До перехода на цифровое эфирное телевидение жители отдалённых районов Орловской области могли принимать не более четырех-пяти аналоговых каналов.

## История

### 1950-1960-е годы
12 мая 1956 года принято решение Исполкома областного Совета народных депутатов трудящихся Орла № 203 «Об организации телевидения в г. Орёл».
24 октября 1956 года принято постановление Совета Министров РСФСР № 4565-р о строительстве телевизионной станции в Орле.
В 1957—1959 годах велось строительство главной радиорелейной линии. В итоге в городе была построена ретрансляционная телестанция мощностью 5 кВт с антенно-мачтовым сооружением (АМС) высотой 180 м.
3 ноября 1959 года принято считать днем рождения Орловского областного радиотелевизионного центра. В Орле начались регулярные телетрансляции. Телесигнал передавался из Москвы по радиорелейной линии. Первая трансляция длилась 1 час 15 минут. Орловский ретрансляционный телевизионный центр был сооружен в пригороде Орла в деревне Грачёвка.
В декабре 1961 года началось радиовещание двухпрограммной радиостанции «Дождь-2» в УКВ-диапазоне.
С 1963 года телевидение активно развивалось в районах области. Телевизионные передатчики были установлены и запущены в райцентрах Дмитровск, Малоархангельск, Колпны и Покровское.
В 1965 году в городах Ливны и Верховье были запущены телевизионные усилители мощностью 100 Вт, оборудование при этом было смонтировано на зерновых элеваторах.
В 1967 году начал действовать аппаратно-студийный комплекс, который до 1974 года входил в состав Орловского телецентра (Приказ Министра связи СССР от 13 февраля 1968 года № 88).
В 1969 году в Малоархангельске был установлен телевизионный ретранслятор мощностью 100 Вт (башня высотой 40 м).

### 1970-1980-е годы
В 1971—1973 годах в поселках Покровское, Колпна и Русский брод радиоцентр ввел в эксплуатацию телевизионные ретрансляторы, построил технические здания и башни высотой до 30 м.
В 1975 году оборудование в Орле заменили на современное типа «Зона-2». Это был первый передатчик с такой модификацией, поставленный Tesla в СССР.
Тогда же ввели в эксплуатацию комплекс для трансляции Второй Всесоюзной телепрограммы.
В 1980 году к открытию Летних Олимпийских игр в Москве ввели в эксплуатацию мощную телевизионную станцию в городе Ливны. Построили техническое здание и мачту высотой 245 м. Благодаря этому получилось охватить жителей юго-восточных населенных пунктов области уверенным сигналом двух программ телевидения и двух программ радиовещания.
В 1986 году на Малоархангельском ретрансляторе установили спутниковую приемную станцию «Москва», вследствие чего произошел переход на прием телевидения и радио со спутника.

### 1990-2000-е годы
В 1992 году РТРС построил радиотелевизионную станцию в Болхове.
В 1993 году, согласно распоряжению Минсвязи России, Орловский радиотелецентр стал самостоятельным предприятием с подчинением непосредственно Минсвязи.
В 1998 году Орловский областной радиотелевизионный передающий центр вошел в состав ВГТРК.
13 августа 2001 года Орловский радиоцентр вошел в состав РТРС. Началась масштабная техническая модернизация. Это позволило создать условия, необходимые для начала строительства сети цифрового наземного телерадиовещания.
В 2003 году Орловский радиоцентр начал кардинальную модернизацию с заменой устаревшего оборудования.

## Деятельность

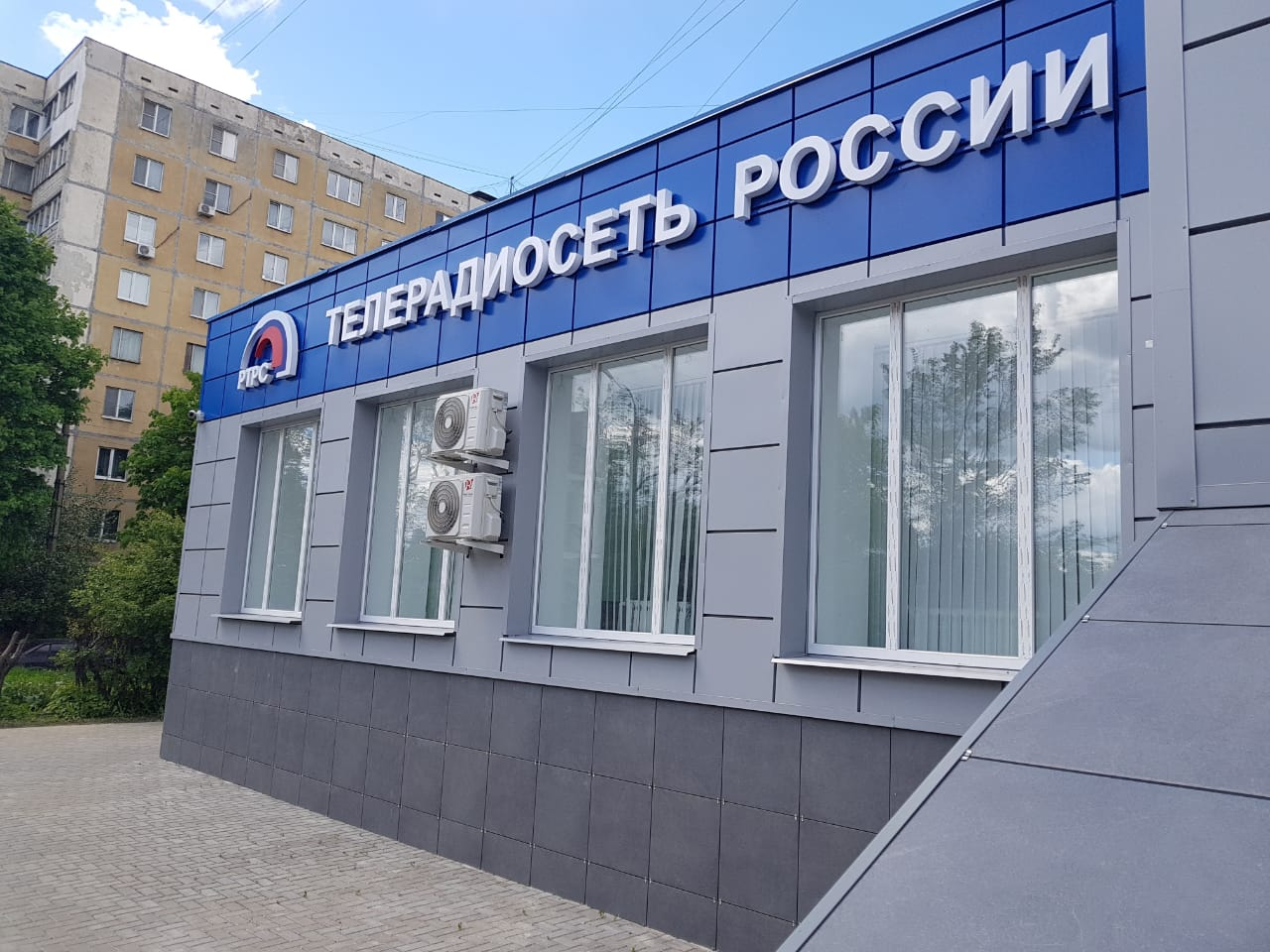
Административное здание радиотелецентра в Орле (ул. Матросова, 46)

3 декабря 2009 года постановлением Правительства России № 985 утверждена целевая федеральная программа «Развитие телерадиовещания в Российской Федерации на 2009—2018 годы», которая определила этапы и сроки перехода страны на цифровые технологии в телевещании. Орловская область вошла в третью очередь создания сети цифрового эфирного телерадиовещания.
В 2015 году начался тестовый ввод в эксплуатацию первого мультиплекса (РТРС-1). Жители региона получили бесплатный доступ к 10 общероссийским обязательным общедоступным телевизионным программам.
В августе 2017 года открылся центр кодирования и мультиплексирования орловского филиала РТРС.
12 декабря 2017 года филиал начал трансляцию региональных программ ГТРК «Орел» в эфирной сетке телеканалов первого мультиплекса «Россия 1» и «Россия 24».
21 ноября 2018 орловский филиал РТРС приступил к запуску передатчиков второго мультиплекса (РТРС-2). Это позволило жителям области смотреть бесплатно 20 общероссийских обязательных общедоступных телеканалов в цифровом качестве.
В первый мультиплекс входят: «Первый канал», «Россия 1», «Матч ТВ», НТВ, «Петербург-5 канал», «Россия К», «Россия 24», «Карусель», «Общественное телевидение России», «ТВ Центр», а также три радиоканала: «Вести ФМ», «Маяк» и «Радио России».
Во второй мультиплекс входят: СТС, ТНТ, «РЕН ТВ», «Пятница», «Спас», «Домашний», «Звезда», «ТВ3», «Мир», «Муз-ТВ».
В конце 2018 года Орловская область полностью перешла на цифровой формат вещания. Чтобы телезрители могли видеть региональные программы в цифровом качестве, были построены 30 передающих комплексов, центр кодирования и мультиплексирования, установлена приемопередающая земная спутниковая станция.
3 июня 2019 года Орловская область отключила аналоговое вещание федеральных телеканалов и перешла на цифровое. Отключение прошло в прямом эфире ГТРК «Орел».
С 2015 по 2019 год в Орле работал центр консультационной поддержки зрителей цифрового эфирного телевидения.

## Организация вещания
В Орловской области РТРС транслирует:
- 20 телеканалов и три радиостанции в цифровом формате;
- Телеканал Солнце и семь радиостанций в аналоговом формате: «Радонеж», «Экспресс Радио-Орел», «Монте-Карло», «Радио Вера», «Вести ФМ», «Маяк» и «Радио России».

Инфраструктура эфирного телерадиовещания Орловского филиала РТРС включает:
- областной радиотелецентр;
- два производственных подразделения: «Орел» и «Ливны»;
- центр формирования мультиплексов[44];
- 30 передающих станций;
- 30 антенно-мачтовых сооружений;
- передающую земную спутниковую станцию[45].

## Награды
Директор филиала Андрей Шишкин имеет нагрудный знак – «Почётный радист».
Начальник радиотелевизионной передающей станции города Ливны Алексей Красавкин был награжден медалью ордена «За заслуги перед Отечеством» II степени (Указ Президента Российской Федерации от 03.08.2020 № 493).

## Образование
Орловский филиал РТРС сотрудничает с профильными вузами и колледжами. Студенты проходят практику в подразделениях радиотелецентра, учатся обращаться с современной телерадиовещательной техникой, знакомятся с технологиями цифрового вещания.